# Гецлаф, Райан
Ра́йан Ге́цлаф (англ. Ryan Getzlaf; 10 мая 1985, Реджайна, Саскачеван, Канада) — канадский хоккеист, центральный нападающий. Всю свою карьеру в НХЛ провёл за клуб «Анахайм Дакс», в котором являлся капитаном с 2010 по 2022 годы. Обладатель Кубка Стэнли 2007 года. Олимпийский чемпион 2010 и 2014 годов, обладатель Кубка мира 2016 в составе сборной Канады.

## Детство
Гецлаф родился и вырос в Реджайне. В детстве увлекался различными видами спорта вместе с братом Крисом, играющим сейчас за «Саскачеван Рафрайдерс» в Канадской футбольной лиге. На коньки встал в возрасте четырёх лет, и хоккей был его любимым видом спорта, хотя Райан довольно неплохо играл также в волейбол, канадский футбол и бейсбол.

## Карьера

### В юниорском возрасте
В 2000 году Гецлаф был задрафтован под общим 54-м номером командой «Калгари Хитмен», выступающей в Western Hockey League (WHL) — одной из трёх крупнейших юниорских канадских хоккейных лиг. В своём первом сезоне Гецлаф набрал лишь 18 очков, однако в следующем значительно улучшил результативность — уже 68 очков. На драфте НХЛ 2003 года Гецлаф был выбран «Анахаймом Майти Дакс» под общим 19 номером. Однако прежде чем заиграть в лучшей лиге мира, Райан ещё два сезона провёл в «Калгари Хитмен». В 2003/2004 он набрал рекордные для себя в юниорском хоккее 75 очков всего в 49 матчах. Последний же сезон в WHL запомнился Гецлафу серьёзной травмой, полученной в столкновении с другой будущей звездой НХЛ Дионом Фанёфом, игравшим тогда за «Ред-Дир Ребелс».

### Карьера в НХЛ
После завершения сезона 2004/05 в WHL Гецлаф был вызван в фарм-клуб «Анахайма» — команду «Цинциннати Майти Дакс», в которой и провёл остаток сезона. Уже следующей осенью Райан дебютировал в НХЛ. Сезон получился достаточно удачным для дебютанта: 39 очков в 57 матчах. К плей-офф Гецлаф завоевал себе твёрдое место в составе и помог «Могучим уткам» дойти до финала Западной конференции.
В следующем сезоне 2006/07 Гецлаф сыграл все 82 матча в регулярном чемпионате, набрав в них 58 очков. Вместе с Кори Перри и Дастином Пеннером Гецлаф образовал второе звено «Анахайма», окрещённое журналистами the «Kid Line» (Гецлафу и Перри было по 21 году, а Пеннеру 24). Эта тройка сумела набрать в совокупности 147 очков за сезон. Гецлаф был одним из главных творцов первого кубкового триумфа в истории команды весной 2007 года, набрав в плей-офф 17 очков в 21 матче — больше чем кто-либо другой в составе чемпионов.
В ноябре 2007 Гецлаф подписал пятилетний контракт с «Анахаймом», согласно условиям которого он заработает $ 26,625 млн. Сезон Райан провёл отлично, набрав рекордные для себя 82 балла за результативность и сыграв свой первый Матч всех звёзд НХЛ, в котором ему удалось забросить одну шайбу. Плей-офф однако не удался действующим чемпионам: «Анахайм» уступил в первом раунде команде «Даллас Старз».
Сезон 2008/09 Гецлаф начал уже с буквой «A» (сокр. от alternate captain) на свитере. 29 октября 2008 года Гецлафу удалось повторить клубный рекорд по количеству голевых передач в одной игре — 5 раз он ассистировал партнёрам в матче против «Детройта Ред Уингз» (5:4 от). По итогам голосования болельщиков Гецлаф был избран в стартовую пятёрку команды Западной конференции на Матч всех звёзд НХЛ 2009 в Монреале. По итогам же всего регулярного сезона Райан вновь повысил свою планку результативности — 91 очко (лучший показатель в «Анахайме» и шестой во всей лиге). В плей-офф Гецлаф также играл блестяще, находясь среди лидеров бомбардирской гонки до вылета команды во втором раунде.

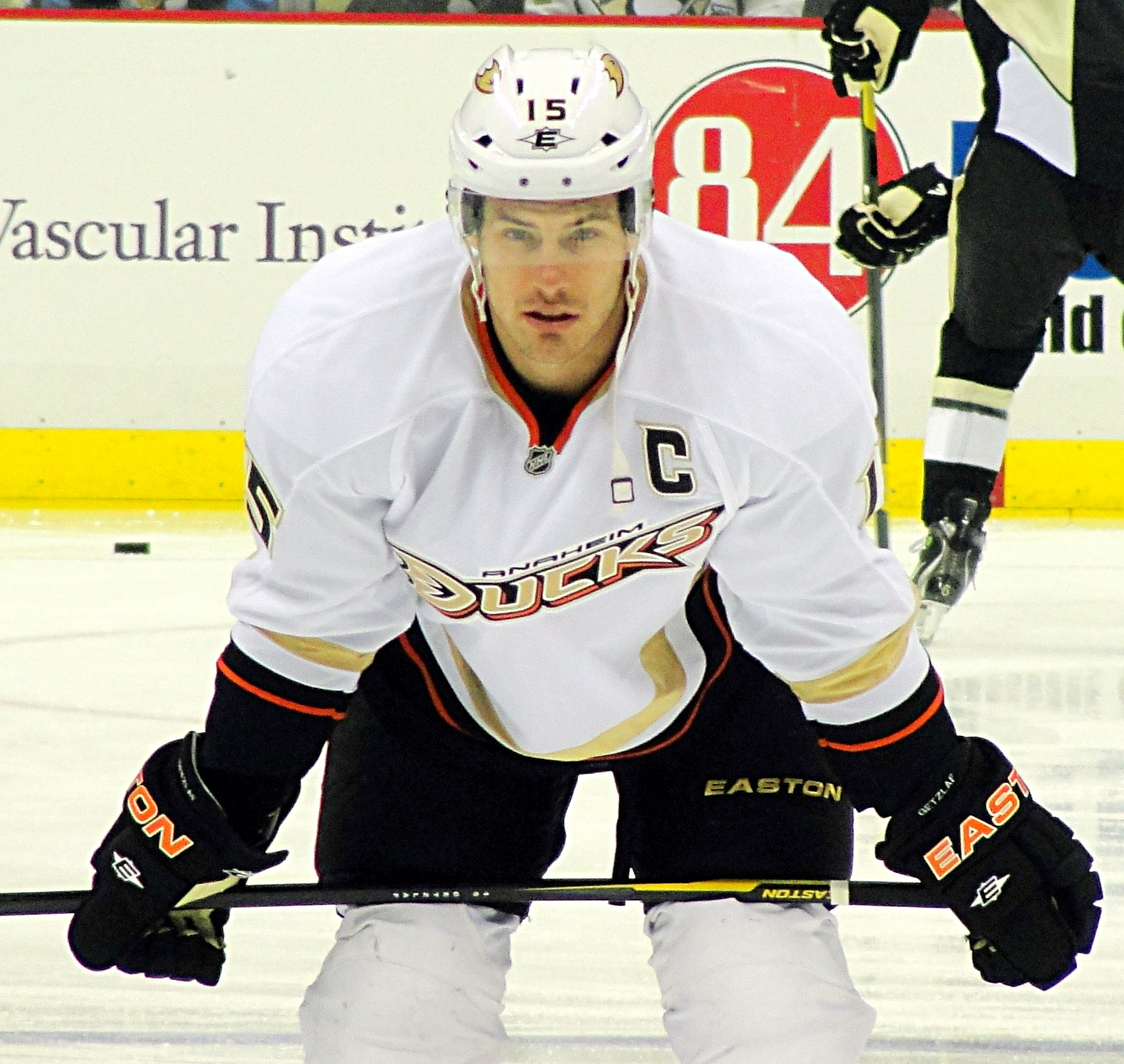
2012 год

Перед началом сезона 2010/11, после того как закончил карьеру капитан «Дакс» Скотт Нидермайер, Гецлаф был назначен новым капитаном.
Весной 2013 года продлил контракт с «утками» на 8 лет на сумму $ 66 млн.
В сезоне 2013/14 впервые в карьере преодолел планку в 30 голов за сезон, забросив 31 шайбу. Также в этом сезоне сделал первый в карьере хет-трик, забросив 3 шайбы в матче против «Нью-Йорк Айлендерс».
Ещё дважды с «Анахаймом» доходил до финала Западной конференции, но в плей-офф 2015 года «Дакс» уступили «Чикаго Блэкхокс», а в плей-офф 2017 – «Нэшвилл Предаторз». Отметки в 100 очков в плей-офф достиг в первом матче команды в плей-офф 2017 против «Калгари Флэймз», забросив на 52 секунде шайбу в ворота Брайана Эллиотта.
4 ноября 2019 года провёл свой тысячный матч в НХЛ.
16 ноября 2021 года набрал своё 1000-е очко в регулярных чемпионатах. Гецлаф стал 92-м игроком в истории лиги, преодолевшим этот рубеж.
5 апреля 2022 года объявил о завершении своей карьеры по окончании сезона. Последний свой матч провёл 24 апреля против «Сент-Луис Блюз».

## Личная жизнь
Хоккеист женат. 18 апреля 2014 года родилась ещё одна-девочка. Её назвали Уилла. Всего в семье Гецлафа четверо детей.

## Статистика
| Легенда | Легенда                    | Легенда | Легенда                   | Легенда | Легенда    |
| ------- | -------------------------- | ------- | ------------------------- | ------- | ---------- |
| И       | Количество проведённых игр | Штр     | Штрафное время            | +/−     | Плюс-минус |
| Г       | Голы                       | П       | Голевые передачи          | О       | Очки       |
| -       | Статистика неизвестна      | —       | Статистика не учитывалась |         |            |

## Достижения

### Командные
НХЛ
| Год  | Команда      | Достижение              | Достижение |
| ---- | ------------ | ----------------------- | ---------- |
| 2007 | Анахайм Дакс | Обладатель Кубка Стэнли |            |

Международные
| Год        | Команда         | Достижение                                    | Достижение |
| ---------- | --------------- | --------------------------------------------- | ---------- |
| 2003       | Канада (юниор.) | Победитель Юниорского чемпионата мира         |            |
| 2004       | Канада (мол.)   | Серебряный призёр Молодёжного чемпионата мира |            |
| 2005       | Канада (мол.)   | Победитель Молодёжного чемпионата мира        |            |
| 2008       | Канада          | Серебряный призёр чемпионата мира             |            |
| 2010, 2014 | Канада          | Олимпийский чемпион (2)                       |            |
| 2016       | Канада          | Победитель Кубка мира                         |            |

### Личные
Юниорская карьера
| Год  | Команда        | Достижение                                                       | Достижение |
| ---- | -------------- | ---------------------------------------------------------------- | ---------- |
| 2003 | Калгари Хитмен | Участник Матча всех звёзд CHL                                    |            |
| 2004 | Калгари Хитмен | Попадание в первую Сборную всех звёзд Восточной конференции WHL  |            |
| 2005 | Калгари Хитмен | Попадание во вторую Сборную всех звёзд Восточной конференции WHL |            |

НХЛ
| Год              | Команда      | Достижение                                 | Достижение |
| ---------------- | ------------ | ------------------------------------------ | ---------- |
| 2007             | Анахайм Дакс | Участник Матча молодых звёзд               |            |
| 2008, 2009, 2015 | Анахайм Дакс | Участник Матча всех звёзд (3)              |            |
| 2014             | Анахайм Дакс | Попадание во вторую Сборную всех звёзд НХЛ |            |

Международные
| Год  | Команда       | Достижение                                   | Достижение |
| ---- | ------------- | -------------------------------------------- | ---------- |
| 2005 | Канада (мол.) | Лучший ассистент молодёжного чемпионата мира |            |
| 2008 | Канада        | Лучший ассистент чемпионата мира             |            |

## Рекорды

### «Анахайм Дакс»
- Наибольшее количество передач в одном сезоне – 66 сезоне 2008/2009
- Наибольшее количество передач в одной игре — 5 (29 октября 2008) (совместно с Дмитрием Мироновым и Теему Селянне)